# アスロック
RUR-5 アスロック（英語: Anti Submarine ROCket, ASROC）は、アメリカ合衆国が開発した艦載用対潜ミサイル（SUM）。

## 来歴
アメリカ海軍は、初のスキャニング・ソナーとしてQHBを開発し、1948年から艦隊配備に入るとともに、これを発展させたAN/SQS-4を開発していた。1950年の時点で、AN/SQS-4はQHBの倍に達する優れた探知性能を備える見込みとなっていた。当時、新世代の対潜兵器として324mm対潜ロケット砲（ウェポン・アルファ）の開発が進められていたが、AN/SQS-4の探知距離をもってすれば、これより遥かに長射程の兵器であっても運用可能と見積もられた。このように長距離で探知・攻撃できれば、UボートXXI型のような水中高速潜水艦や長射程兵器を備えた潜水艦に対しても、必ずしも追いつかずとも交戦可能と期待された。
この要請に対し、まず1953年の提案に基づき、射程1,500–5,000ヤード (1,400–4,600 m)の対潜ミサイルとしてRAT（Rocket-Assisted Torpedo）が開発された。このように長射程での対潜兵器では、発射してから着弾するまでに目標が移動してしまい失中となる可能性があることから、弾頭は、単なる爆雷ではなく、誘導魚雷が用いられた。標準的な38口径12.7cm連装砲にアームを装着して運用するか、あるいは50口径7.6cm連装砲と換装するための簡単な連装発射機で運用することになっていた。
RAT-A、RAT-Bが順次に開発されたものの、飛翔精度不良など深刻な技術的問題に直面し、1957年に開発中止となった。一方、1955年からは核爆雷を弾頭とするRAT-Cの開発が着手されていたが、こちらの開発はある程度の成果を上げていた。このことから、アメリカ海軍は、RAT-Cで得られた成果を基本として新技術も加味し、核爆雷のほかに短魚雷を弾頭とする対潜ミサイルの開発に着手した。RATではAN/SQS-4の探知距離とマッチする射程とされていたが、更に長距離探知が可能なAN/SQS-23の実用化を受けて、射程の延伸も図られた。これによって開発されたのがアスロックである。

## 設計
アスロックの弾体は、弾頭（Mk.44短魚雷あるいはMk.17核爆雷）の後方に飛翔用のMk.12ロケット・モーターを取り付けた構造となっている。短魚雷としては、後にMk.46も採用したほか、日本では国産の73式魚雷も用いられた。一方、Mk.17核爆雷はアメリカ海軍のみで採用され、1989年9月に運用を停止した。
実用化当初、アスロックは、AN/SQS-23探信儀とMk.111/114水中攻撃指揮装置、Mk.16発射装置（Guided Missile Launching System, GMLS）およびアスロックによって武器システムを構成していた。このMk.16 GMLSでは、8連装の箱型発射機であるMk.112ランチャーを採用しているが、これは上下一体1組の発射筒4組を組み合わせた形状から、マッチボックスやペッパーボックス、日本ではボックスランチャーと称される。また三菱重工業でのライセンス生産版は74式アスロックランチャ（Mk112(J)Mod2Nとも）と称される。また、テリアミサイル・システムのMk 10 GMLSや、ターター・システムのMk 26 GMLSでも運用される。 
Mk.16 GMLSから発射される場合、ランチャー全体が発射方位に旋回し、発射に使われる発射筒の組が一定仰角45度に起き上がって、ロケットが発射される。ミサイルは無誘導で放物線を描いて弾道飛行する。飛翔距離は事前に入力されており、その距離を飛翔すると、ロケット・モーターが外れてパラシュートが開き、魚雷を減速させて水面に着水させる。着水の衝撃でパラシュートが外れ、魚雷は設定深度まで沈下したのち、捜索パターンに従って目標捕捉運動に入る。
また1980年代には、Mk 41 VLSに対応した派生型としてRUM-139 VLA（Vertical Launch ASROC）が開発・配備された。

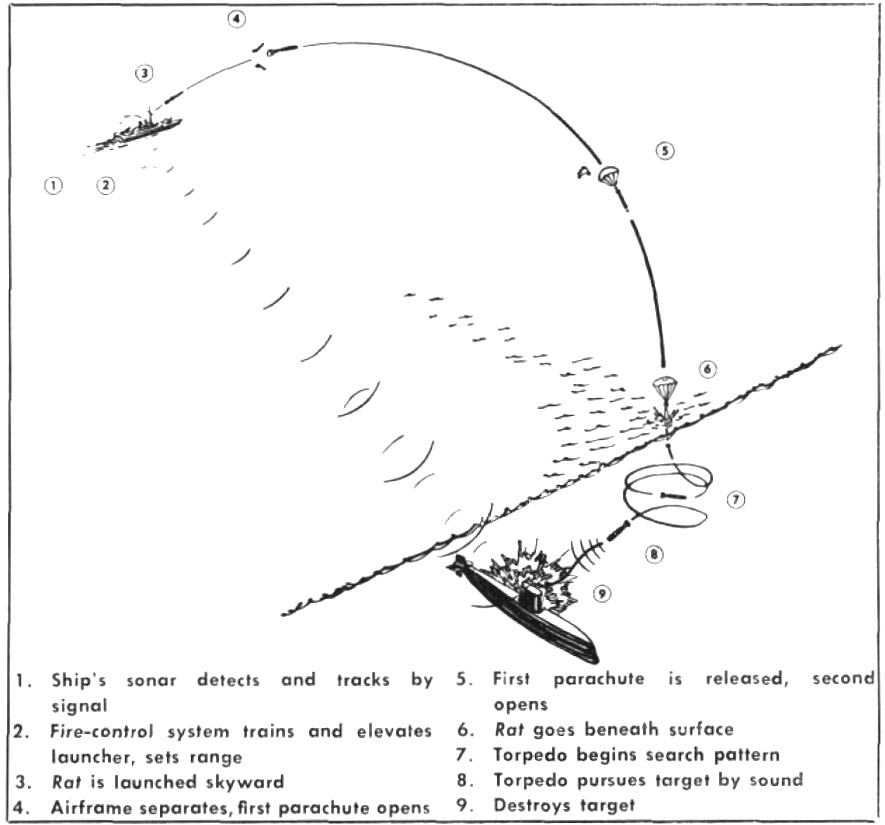
攻撃の流れを示したスキーマ
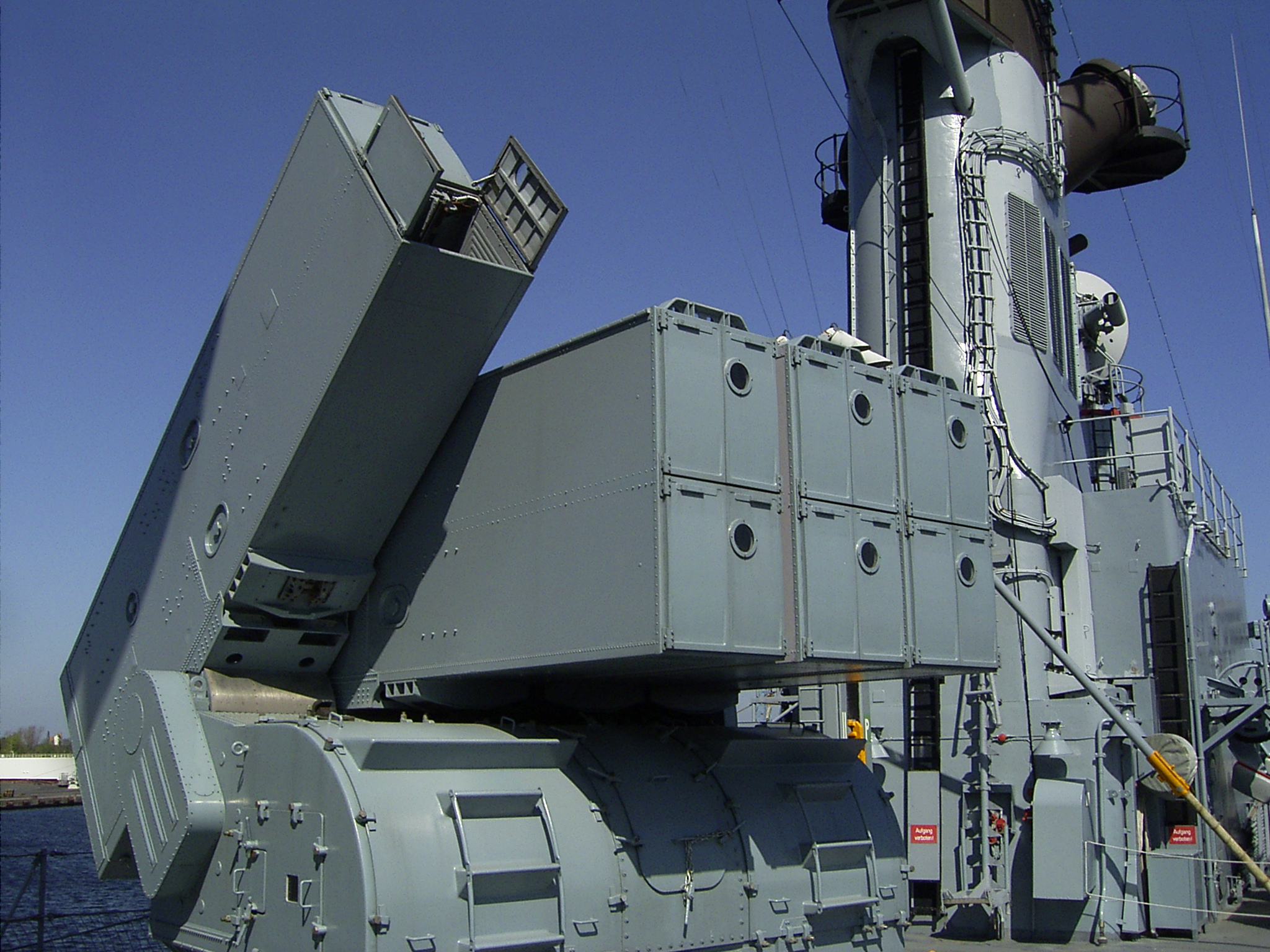
Mk.112アスロックランチャー
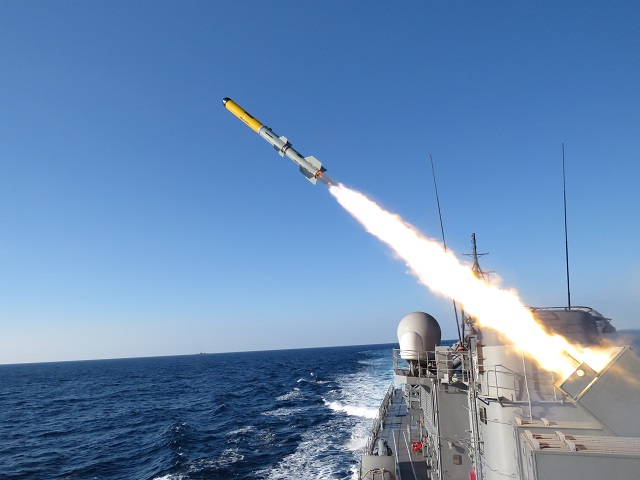
護衛艦「とね」によるアスロック発射

## 運用国と装備艦艇
アメリカ海軍
- 原子力ミサイル巡洋艦「ロングビーチ」
- オールバニ級ミサイル巡洋艦
- リーヒ級ミサイル巡洋艦
  - 原子力ミサイル巡洋艦「ベインブリッジ」
- ベルナップ級ミサイル巡洋艦
  - 原子力ミサイル巡洋艦「トラクスタン」
- カリフォルニア級原子力ミサイル巡洋艦
- バージニア級原子力ミサイル巡洋艦
- タイコンデロガ級ミサイル巡洋艦[注 1]
- ギアリング級駆逐艦[注 2]
  - カーペンター級駆逐艦[注 3]
- 嚮導駆逐艦「ノーフォーク」[注 3]
- ミッチャー級駆逐艦[注 4]
- ファラガット級ミサイル駆逐艦
- フォレスト・シャーマン級駆逐艦[注 5]
- チャールズ・F・アダムズ級ミサイル駆逐艦
- スプルーアンス級駆逐艦[注 6]
  - キッド級ミサイル駆逐艦
- ブロンシュタイン級フリゲート
- ガーシア級フリゲート
  - ブルック級ミサイルフリゲート
- ノックス級フリゲート

 海上自衛隊
- やまぐも型護衛艦
- たかつき型護衛艦
- みねぐも型護衛艦[注 3]
- ちくご型護衛艦
- はるな型護衛艦
- たちかぜ型護衛艦
- しらね型護衛艦
- はつゆき型護衛艦
- はたかぜ型護衛艦
- あさぎり型護衛艦
- あぶくま型護衛艦

 イタリア海軍
- ヘリコプター巡洋艦「ヴィットリオ・ヴェネト」

 エジプト海軍
- ダミアット級フリゲート[注 7]

 カナダ海軍
- レスティゴーシュ級駆逐艦[注 8]

 ギリシャ海軍
- テミストクレス級駆逐艦[注 9]
- キモン級駆逐艦（旧米海軍チャールズ・F・アダムズ級）
- イピルス級フリゲート[注 7]

 スペイン海軍
- チュルカ級駆逐艦[注 9]
- バレアレス級フリゲート（ノックス級派生型）

 タイ海軍
- プッタヨートファーチュラーローク級フリゲート[注 7]

 大韓民国海軍
- 忠北級駆逐艦[注 9]

 台湾海軍
- 富陽級駆逐艦[注 9]
- 済陽級フリゲート[注 7]
- 基隆級駆逐艦（旧米海軍キッド級）

 ドイツ海軍
- リュッチェンス級駆逐艦（チャールズ・F・アダムズ級派生型）

 トルコ海軍
- ユジェテペ級駆逐艦[注 9]
- アルチテペ級駆逐艦（旧米海軍カーペンター級）
- テペ級フリゲート[注 7]

 パキスタン海軍
- アラムジル級駆逐艦[注 9]
- カイバル級フリゲート（旧米海軍ブルック級）
- サイーフ級フリゲート[注 10]

 ブラジル海軍
- マルシーリオ・ジーアス級駆逐艦[注 9]
- パラ級フリゲート[注 10]

 メキシコ海軍
- ケツァルコアトル級駆逐艦[注 9]
- ブラヴォー級フリゲート（旧米海軍ブロンシュタイン級）
- アレンデ級フリゲート[注 7]

## 登場作品

### 映画
『駆逐艦ベッドフォード作戦』
ごく初期のアスロックが登場。ブリッジのアスロック操作パネルも再現されている。
『ゴジラ×モスラ×メカゴジラ 東京SOS』
架空のイージス護衛艦「あいづ」の搭載兵器として登場。海中へ潜行するゴジラに対して使用される
『ネイビーロックウォー 撃破せよ！』
クライマックスシーンで、実際の艦長じきじきの漂々としたアスロック発射命令のシーンがある。
『空母いぶき』
現実には未だ実用化されていない、アスロックで魚雷を迎撃するシーンがある。

### アニメ・漫画
『コードギアス 反逆のルルーシュ R2』
第7話にブリタニア軍戦闘艦の搭載兵器として登場。黒の騎士団に対して使用される。弾頭は魚雷ではなく、爆雷が装填されている。
『少年戦闘隊オーロラ7』
アメリカ軍をはじめとする各国の軍艦に搭載されたものが、世界に宣戦布告した"第三帝国"の潜水艦へ攻撃を掛けた際にサブロックとともに使用される。
『タイドライン・ブルー』
新国連艦隊に所属するイージス護衛艦やステルス巡洋艦が使用する。4本の魚雷を投下する多弾頭式。
『沈黙の艦隊』
多数のアメリカ海軍艦艇に搭載されたものが、原子力潜水艦「やまと」に対して使用される。
『ジパング』

### 小説
『大逆転！ミッドウェー海戦』
ミッドウェー海戦直前の時代へタイムスリップする、はたかぜ型護衛艦「はたかぜ」に搭載されたものが、同様にタイムスリップしてきたはつゆき型護衛艦「さわゆき」を襲撃するポーパス級潜水艦「ターポン」に対して使用される。
『日本北朝鮮戦争 竹島沖大空海戦』
あさぎり型護衛艦「さわぎり」に搭載されたものが、北朝鮮海軍の潜水艦を攻撃する際に使用される。
『レッド・ストーム作戦発動』
主人公の1人の乗艦であるノックス級フリゲート「ファリス」に搭載されたものが、大西洋での船団護衛作戦中、ソ連海軍潜水艦に対して数度に渡って使用され、たびたび戦果をあげる。

### ゲーム
『エースコンバット7』
SP MISSION3にてオーシア海軍のイージス艦「シーガル」、駆逐艦「カナリー」、「クリーブ」、「ロースター」がアリコーンに向けて使用しバラストタンクを損傷させて浮上させるが、直後にアリコーンの反撃を受け「カナリー」と「シーガル」が沈没、「クリーブ」と「ロースター」は戦闘不能に追い込まれる。
『warthunder』
日本小型艦ツリーランクⅣのちくごに搭載されている